# Fehim Adak
Fehim Adak, né en 1931 dans le district d'Ömerli et mort le 7 février 2016 à Ankara (Turquie), est un homme politique turc.
Diplômé de la faculté de génie civil (en) de l'université technique d'Istanbul. Il travaille au ministère des Travaux publics et à la direction des eaux d'État (DSİ). Il milite aux partis islamistes (Parti du salut national, Parti du bien-être, Parti de la vertu et Parti de la félicité), il est député de Mardin (1973-1980 et 1995-2002). Il est ministre du Commerce (1974), des Travaux publics (1975-1977), de l'Agriculture, de l'Alimentation et de l'Élevage (1977-1978) et d'État (1996-1997).